# 宮入潔
宮入 潔（みやいり きよし、1914年1月26日 - 2004年12月22日）は、日本の経営者。長野県長野市出身。

## 経歴
旧制長野中学（長野県長野高等学校）を経て、1934年に山梨高等工業学校機械工学科を卒業し、同年に久保田製作所に入社し、豊田自動織機製作所、トヨタ自動車工業での勤務を経て、1959年4月に豊田通商に移り、同年5月には常務に就任した。
1961年11月に専務に就任し、1968年5月に社長に昇格した。1977年7月から相談役を務めた。
1978年11月に藍綬褒章を受章し、1983年4月に勲三等旭日中綬章を受章した。
2004年12月22日急性心不全のために死去。90歳没。